# Monroe County (New York)
Monroe County je okres (county) amerického státu New York založený v roce 1821 z částí okresů Genesee a Ontario. Správním střediskem je sídlo Rochester s 208 123 obyvateli v roce 2006.
Počet obyvatel: 730 807 (v roce 2006), 735 343 (v roce 2000)
Ženy: 51,5 % (v roce 2005)

## Sousední okresy
- východ - Wayne
- jihovýchod - Ontario
- jih - Livingston
- západ - Orleans, Genesee